# Menemerus placidus
Menemerus placidus är en spindelart som beskrevs av Wesolowska 1999. Menemerus placidus ingår i släktet Menemerus och familjen hoppspindlar. Inga underarter finns listade i Catalogue of Life.